# 湖南省退役军人事务厅
湖南省退役军人事务厅是中华人民共和国湖南省人民政府主管退役军人的组成部门。

## 沿革
2018年10月根据《湖南省机构改革方案》，湖南省退役军人事务厅正式成立。

## 机构设置

### 内设机构
- 中共湖南省委退役军人事务工作领导小组办公室秘书处
- 办公室
- 政策法规处（褒扬纪念处）
- 思想政治和权益维护处
- 规划财务处
- 移交安置处
- 就业创业处
- 军休服务管理处
- 拥军优抚处
- 机关党委（人事处）

### 直属单位
- 湖南省退役军人服务中心
- 湖南省军供总站
- 湖南省荣军优抚医院（南华大学附属第七医院）

## 领导

### 现任领导
- 党组书记、厅长：谢春
- 党组成员、副厅长：邓燕飞、蒋伟、刘勇、牟作明、邵波

### 历任厅长
| 姓名 | 就任日期   | 退任日期   | 参考资料 |
| ---- | ---------- | ---------- | -------- |
| 唐勇 | 2018年10月 | 2022年12月 | [ 1 ]    |
| 谢春 | 2022年12月 |            | [ 2 ]    |